# Поп-метал
Поп-метал (иногда объединяется с глэм-металом или используется как взаимозаменяемый термин) — обобщающий термин для коммерческих стилей хэви-метала и хард-рока, в которых присутствуют заметные элементы поп-музыки, такие как запоминающиеся хуки и зажигательные припевы. Они стали популярными в 1980-х годах среди таких групп, как Bon Jovi, Europe, Scorpions, Def Leppard, Whitesnake, Poison, Twisted Sister, Mötley Crüe и Ratt.
Этот термин также применяется к некоторым группам и исполнителям, образовавшимся с 1990-х годов, которые смешивают в своем звучании элементы поп-рока и хэви-метала.

## Особенности
Поп-метал — это разновидность хэви-метала, в которой особое внимание уделяется запоминающимся хукам с влиянием поп-рока и поп-музыки, а также гитарным риффам. Также влияние оказали зажигательные припевы арена-рока. Песни в стиле поп-метал часто были громкими и агрессивными, но также отличались «приятным студийным оттенком», что делало их приемлемыми для ротации на радио. Многие американские метал-группы из Лос-Анджелеса заимствовали визуальные элементы из возникшего в Великобритании глэм-рока 1970-х, что привело к появлению поджанра глэм-метал.
Альтернативный термин «метал-поп» был введён музыкальным критиком Филипом Баше в 1983 году для описания таких групп, как Van Halen и Def Leppard. В своём документальном фильме «Путешествие металлиста» музыкант и антрополог Сэм Данн в «генеалогическом древе метала» проводит различие между поп-металом, к которому относятся такие группы, как Def Leppard, Europe и Whitesnake, и глэм-металом, который представляют Motley Crue и Poison.

## История
Песни в жанре хард-рок групп Kiss и Van Halen 1970-х годов способствовали зарождению этого жанра, наряду с такими коллективами, как Thin Lizzy и AC/DC. Дебютный альбом Van Halen 1978 года ознаменовал поворотный момент в этом стиле, сделав его звучание «более ярким, креативным и энергичным, чем когда-либо прежде». Первая волна поп-метала, которая не была столь ориентирована на поп-музыку, как более поздние, включала такие группы, как Mötley Crüe, Quiet Riot, Dokken, Ratt и Twisted Sister.
Группы с более мелодичным звучанием, такие как Def Leppard и Bon Jovi, добились успеха в 1980-х годах, выпустив такие альбомы, как Pyromania (1983) и Slippery When Wet (1986), в то время как доминирующим в жанре стал глэм-метал. Популярность этого жанра достигла своего пика в период с 1982 по 1991 годы. Популяризация гранжа в 1991 году в значительной степени переключило внимание аудитории от поп-метала.
Несмотря на угасание популярности, термин «поп-метал» также иногда применяется к ряду хард-рок- и хэви-метал групп и исполнителей, которые обычно не ассоциируются с глэм-металом и сформировались с 1990-х годов, включая Amaranthe, Andrew W.K., Architects, Bring Me the Horizon, Coheed and Cambria, Dead by April, Evanescence, Halestorm, Ghost, In Flames, In This Moment, Issues, Lacuna Coil, Poppy, Shinedown, The Pretty Reckless, We Are the Fallen и Weezer.